# Климент (архиепископ Новгородский)
Архиепископ Климент (ум. 22 мая 1299) — епископ Русской православной церкви, архиепископ Новгородский.

## Биография
В 1273 году архиепископ Далмат, по просьбе посадника и старейших новгородских мужей, указал как на преемника себе, духовника своего Климента, которого народ и избрал, а умирающий архипастырь благословил своеручно.
2 августа 1276 года он был рукоположён в Киеве митрополитом Кириллом во епископа Новгородского с возведением в сан архиепископа.
Вскоре новому владыке пришлось выступить ходатаем пред великим князем за свою паству. В 1280 году великий князь Дмитрий Александрович построил в Копорье каменную крепость и хотел иметь её в личном владении, Новгород же никак не хотел допустить такого нарушения своих прав. Дмитрий уехал во Владимир готовиться к походу на Новгород. Новгородцы отправили к нему владыку, но переговоры не имели успеха. Когда великий князь стоял уже на Шелони, Климент успел упросить его заключить с новгородцами мир.
В 1285 году Климент принимал и честил в Новгороде митрополита Максима.
Во время своего епископства Климент не раз усмирял враждовавшие в Новгороде партии.
В конце своего архипастырского служения он поставил две церкви в 1292 году — Св. Николая на Липне, на берегу Ильменя, а в 1296 году — церковь Воскресения «на воротех».
Скончался 22 мая 1299 года. Похоронен в Софийском соборе Великого Новгорода.